# 博恩霍尔特
博恩霍尔特（德語：Bornholt）是德国石勒苏益格－荷尔斯泰因州的一个市镇。总面积10.94平方公里，总人口182人，其中男性95人，女性87人（2011年12月31日），人口密度17人/平方公里。